# Krásná Hora (Havlíčkův Brod-i járás)
Krásná Hora település Csehországban, a Havlíčkův Brod-i járásban. Krásná Hora Nová Ves u Světlé, Věž, Světlá nad Sázavou, Okrouhlice, Hurtova Lhota, Lipnice nad Sázavou, Havlíčkův Brod és Kejžlice településekkel határos. Lakosainak száma 505 fő (2024. január 1.).

## Népesség
A település lakosságának változását az alábbi diagram mutatja:
| Lakosok száma | 1516 | 1536 | 1559 | 1083 | 696  | 542  | 519  | 529  | 511  | 505  |
|               | 1869 | 1890 | 1921 | 1950 | 1980 | 2001 | 2017 | 2019 | 2022 | 2024 |